# Пречисский, Владимир Антонович
Владимир Антонович Пречисский  (род. 23 августа 1936 года, Симферополь) — специалист в области электромеханики. Доктор технических наук, профессор кафедры «Электрического транспорта» Московского энергетического института (МЭИ ТУ).

## Биография
Владимир Антонович Пречисский родился 23 августа 1936 года в семье Антона Агапиевича Пречисского — агронома, преподавателя Крымского сельскохозяйственного института и Марии Яковлевны Сябро — учительницы химии в средней школе. В 1954 году Владимир Антонович окончил с серебряной медалью среднюю мужскую школу № 14 в городе Симферополь и поступил в Московский энергетический институт.
В 1960 году Владимир Антонович окончил факультет «электрификации и автоматизации промышленности и транспорта» МЭИ и начал работать на кафедре Электрического транспорта в научной группе доктора технических наук, профессора А. Д. Степанова. В 1960 году работал инженером на ММЗ; в 1961 году работал старшим инженером на заводе «Прожектор». С 1962 по 1965 год учился в аспирантуре МЭИ.
Область научных интересов: электрические передачи тепловозов и газотурбовозов.
В 1969 году Владимир Антонович защитил кандидатскую диссертацию, а в 1981 году — докторскую. Получил ученое звание доктора технических наук. С 1983 года является профессором кафедры Электрического транспорта. Под его руководством в Московском энергетическом институте были проведены научные исследования по тяговым передачам самоходных транспортных средств.
Владимир Антонович в МЭИ читает лекции, руководит аспирантами. С 1962 года является членом Совета факультета ЭАПТФ, в настоящее время — член Совета ИЭТ и диссертационного совета. В Москве он занимался на трехгодичных курсах иностранных языков, владеет английским и французским языками. В 1962—1963 годах Пречисский проходил научную стажировку в Льежском университете в Бельгии, с 1985 по 1988 год был командирован на преподавательскую работу в Афганистан (был проректором Кабульского политехнического института), с 1995 по 1998 год преподавал в Высшей электротехнической школе города Кенитра, Марокко и одновременно в Университете города Рабат.

## Награды и звания
- Медаль «За трудовую доблесть».
- Медаль Афганского Правительства.
- Медаль «За освоение целинных земель».

## Труды
Владимир Антонович Пречисский имеет 10 авторских свидетельств на изобретения в области электромеханики, является автором около 200 научных работ, включая:
- Электрические передачи переменного тока тепловозов и газотурбовозов, 1982;
- Синтез логических управленческих устройств транспорта и его автоматизация, 2002;
- Элементы микропроцессорных структур для электрического транспорта, 2003.

## Семья
Супруга Владимира Антоновича, Пречисская Галина Ивановна, внучатая племянница И. А. Бунина, русского писателя, лауреата Нобелевской премии, работала преподавателем в МЭИ. Галина Ивановна и Владимир Антонович являются создателями Ассоциации «Бунинское наследие». После кончины супруги Владимир Антонович Пречисский продолжает руководить Ассоциацией.. По инициативе Ассоциации дом в Москве, в котором жил писатель, признан памятником истории и культуры; в Москве создана библиотека им И. А. Бунина; новая станция метрополитена и московская улица получили название «Бунинская аллея».